# Пуерто Реал (Шпанија)
Пуерто Реал (шп. Puerto Real) град је у Шпанији у аутономној заједници Андалузија у покрајини Кадиз. Према процени из 2017. у граду је живело 41 467 становника.

## Становништво
Према процени, у граду је 2017. живело 41 467 становника.
| 2017.  |
| ------ |
| 41.467 |